# Milcíades Peña
Milcíades Viriato Porto (1933-1965) foi um historiador, político e pensador argentino.

## Biografia
Militante trotskista, dedicou-se a estudos históricos e publicou em várias revistas, entre elas a Revista de la Liberación e Fichas de Investigación Económica y Social que fundou e dirigiu, entre 1964 e 1965. Tornou-se uma referência para os intelectuais marxistas. Polemizou com Abelardo Ramos, com os revisionistas e com a historiografia liberal. Crítico da historiografia argentina oficialista, rejeitava a figura de Mitre, Sarmiento e Rocha. Em sua pesquisa sobre a Guerra do Paraguai a denúncia como um ato de serviço dos interesses do império britânico. "A destruição física do povo paraguaio não merece...", escreve, "...o mais mínimo perdão para os estrategistas da Tríplice Aliança" .
Em seus escritos, Peña critica o movimento peronista, no qual considera-se, aplicando a categoria definida por Trotsky, bonapartista . "Trinta e três por cento de aumento na participação dos assalariados na renda nacional. A isso se reduziu toda a 'revolução peronista'", afirma, em seu livro Masas, caudillos y élites.
Foi uma referência para os intelectuais marxistas e participou do Grupo Obrero Marxista (GOM) de Nahuel Moreno, do qual se distanciou quando, em 1952, foi preso durante a ditadura de 1955.
Suicidou-se em 1965, aos 32 anos . Seu filho Milcíades Peña é um dirigente peronista, legislador da Cidade de Buenos Aires.

### Obras de Milcíades Peña
- Antes de mayo. Formas sociales del trasplante español al nuevo mundo
- El paraíso terrateniente
- La era de Mitre. De Caseros a la guerra de la triple infamia
- De Mitre a Roca. Consolidación de la oligarquía anglo-criolla
- Alberdi, Sarmiento, el 90. Límites del nacionalismo argentino en el siglo xix
- Masas, caudillos y elites. La dependencia argentina de Yrigoyen a Perón
- Industria, burguesía industrial y liberación nacional
- El peronismo (selección de documentos para la historia)
- La clase dirigente argentina frente al imperialismo
- Introducción al Pensamiento de Marx, notas de un curso en 1958. Editado por A Formar Filas, Editora Guevarista.
- Historia del Pueblo Argentino